# Paul Richard Blum
Paul Richard Blum (* 1950) ist ein deutscher Philosoph und Renaissanceforscher. Er war von 2002 bis 2019 Professor an der Loyola University Maryland in Baltimore.

## Leben
Nach dem mit dem Ersten Staatsexamen abgeschlossenen Studium der Philosophie und Germanistik an den Universitäten Köln, München und Freiburg und einem anschließenden Studienjahr in Florenz wurde Blum 1978 an der Universität München mit einer Dissertation zu Giordano Bruno promoviert. Zunächst Lehrbeauftragter an der Universität München, war Blum von 1979 bis 1981 Assistent am Institut für Klassische Philologie der Freien Universität Berlin, dann Assistent am dortigen Institut für Philosophie (bei Karlfried Gründer und Wilhelm Schmidt-Biggemann). Die Habilitation erfolgte 1994 für das Fach Philosophie. Von 1996 bis 2002 war er Professor an der Katholischen Péter-Pázmány-Universität in Budapest. Von 2002 bis zur Emeritierung 2019 hatte er einen Lehrstuhl für Philosophie (T. J. Higgins, S.J., Chair) an der jesuitischen Loyola University Maryland in Baltimore inne. 2012 bis 2014 war er zugleich Visiting Professor an der Palacký-Universität Olmütz (Tschechien).

## Hauptarbeitsgebiete
Hauptarbeitsgebiete Blums sind die Philosophie der Renaissance und des Humanismus sowie des Aristotelismus in der Renaissance. Unter den Philosophen beschäftigt er sich insbesondere mit Giordano Bruno, Marsilio Ficino und Giovanni Pico della Mirandola, zu denen er wie zu dem Humanisten Jacobus Pontanus (1542–1626) und dem Gegenreformator Péter Pázmány auch Textausgaben und Übersetzungen erstellt hat. Als Forum zur Renaissancephilosophie führt er den „Renaissance philosophy Blog“.

## Werke
Monographien
- Zusammen mit Elisabeth Blum: Pantheism, Panpsychism, and Secularization. Case Studies from Early Modernity, Basel (Schwabe) 2024.
- Oracles of the Cosmos: Between Pantheism and Secularism, Basel (Schwabe) 2022.
- Nicholas of Cusa on Peace, Religion, and Wisdom in Renaissance Context, Regensburg (Roderer) 2018.
- Studies on Early Modern Aristotelianism, New York/Leiden (Brill) 2012.
- Philosophy of Religion in the Renaissance, Farnham (Ashgate) 2010.
- Das Wagnis, ein Mensch zu sein: Geschichte – Natur – Religion. Studien zur neuzeitlichen Philosophie, Münster (Lit Verlag) 2010 (Philosophie: Forschung und Wissenschaft 31).
- Philosophieren in der Renaissance, Stuttgart (Kohlhammer) 2004 (Ursprünge des Philosophierens 4).
- Giordano Bruno, München 1999 (Beck’sche Reihe „Denker“ 551). 
  - Englisch: Giordano Bruno. An Introduction, Amsterdam (Rodopi) 2012.
- Philosophenphilosophie und Schulphilosophie — Typen des Philosophierens in der Neuzeit, Wiesbaden (Steiner) 1998 (Studia Leibnitiana Sonderheft 27).
- Aristoteles bei Giordano Bruno. Studien zur philosophischen Rezeption. München (Fink) 1980 (Die Geistesgeschichte und ihre Methoden 9). 
  - Englisch: Giordano Bruno Teaches Aristotle, (Studia Classica et Medievalia 12) Verlag Traugott Bautz, Nordhausen 2016
  - Italienisch: Giordano Bruno lettore di Aristotele. Ricezione e critica. Lugano (Agorà) 2016 (Novae Insulae: Testi e storia della filosofia 3)

Herausgeberschaften
- With Hans-Christian Günther, Bossuet – Artist, Intellectual and Man of Politics, (Studia Classica et Medievalia 24), Verlag Traugott Bautz, Nordhausen 2019, ISBN 978-3-95948-423-7
- With Nancy S. Struever, Studies in Intellectual Historiography – Festschrift for Constance Blackwell. Special Issue: Intellectual History Review 26 n. 1 (2016).
- Georgios Gemistos Plethon. The Byzantine and the Latin Renaissance. Co-edited with Jozef Matula. Olomouc: Univerzita Palackého v Olomouci, 2014.
- Francesco Patrizi. Philosopher of the Renaissance. Co-edited with Tomáš Nejeschleba. Olomouc: Univerzita Palackého v Olomouci, 2014.
- Philosophers of the Renaissance, Washington (Catholic University of America Press) 2010.
- Philosophen der Renaissance, Darmstadt (Wissenschaftliche Buchgesellschaft/Primus) 1999.
- Sapientiam amemus. Humanismus und Aristotelismus in der Renaissance, München (Fink) 1999.
- The Catholic Reformation, Microfiche Collection, Inter Documentation Company, Leiden 1987 ff.
- Studien zur Thematik des Todes im 16. Jahrhundert, Wolfenbüttel 1983 (Wolfenbütteler Forschungen 22).
- Early Studies of Giordano Bruno (Series of reprints: Bartholmèss 1846–47; Clemens 1847, Frith 1887; Tocco 1889–1892), 6 vols. with Introduction and Bibliography, Bristol (Thoemmes Press) 2000

Texteditionen mit Übersetzungen
- With James G. Snyder, eds., Philosophy in the Renaissance: An Anthology (Washington: The Catholic University of America Press, 2023).

- Gasparo Contarini, De immortalitate animae – On the Immortality of the Soul, (Studia Classica et Medievalia 26), ed. Paul Richard Blum in cooperation with Elisabeth Blum, Jan Čížek, Martin Holan, Jan Janoušek, Jozef Matula, Jiří Michalík, Tomáš Nejeschleba, Lloyd A. Newton, Jana Slezáková, and Martin Žemla, Verlag Traugott Bautz, Nordhausen 2020, ISBN 978-3-95948-467-1
- Marsilio Ficino, Über die Liebe oder Platons Gastmahl. Neu bearbeitete Ausgabe. Hamburg: Meiner Verlag, 2014.
- Jacobus Pontanus: Soldier or Scholar: Stratocles or War. Edited together with Thomas D. McCreight. Baltimore: Apprentice House, 2009, Latin-English edition. Translated and with contributions by Students of Loyola University Maryland.
- Giordano Bruno: Spaccio della bestia trionfante / Austreibung des triumphierenden Tieres, hrsg. zusammen mit Elisabeth Blum, Hamburg (Meiner) 2009 (Bruno Werke 5).
- Giovanni Pico della Mirandola: De ente et uno – Über das Seiende und das Eine. Lateinisch-Deutsch, hrsg. gemeinsam mit Gregor Damschen, Dominic Kaegi und anderen, Hamburg (Meiner) 2006 (Philosophische Bibliothek 573).
- Péter Pázmány: Grazer philosophische Disputationen, Piliscsaba (Katholische Péter-Pázmány-Universität) 2003.
- Marsilio Ficino: Traktate zur platonischen Philosophie, hrsg. gemeinsam mit Elisabeth Blum and Thomas Leinkauf. Berlin (Akademie Verlag) 1993 (Collegia, Philosophische Texte). (Ungarisch: Marsilio Ficino: Platonikus írások, Budapest (Szent István Társulat) 2003).
- Marsilio Ficino: Über die Liebe oder Platons Gastmahl, lat.-dt. Hamburg (Meiner) 1984 (Philosophische Bibliothek 368); Reprint 1994 and 2004. Revidierte Ausgabe 2014.
- Giordano Bruno: Von der Ursache, dem Prinzip und dem Einen, hrsg. mit Kommentar, übers. von Adolf Lasson, Einl. von Werner Beierwaltes. Hamburg (Meiner) 1977 (Philosophische Bibliothek 21) reprinted 1983 and 1993.